# Does Fort Worth Ever Cross Your Mind
Does Fort Worth Ever Cross Your Mind è il quarto album in studio del cantante di musica country statunitense George Strait, pubblicato nel 1984.

## Tracce
1. Does Fort Worth Ever Cross Your Mind – 3:15 (Sanger D. Shafer, Darlene Shafer)
2. Any Old Time – 2:03 (Jeff Dayton, Katherine Elizabeth Nicoll)
3. I Need Someone Like Me – 2:46 (S. Shafer)
4. You're Dancin' This Dance All Wrong – 3:57 (John Porter McMeans, Ron Moore)
5. Honky Tonk Saturday Night – 2:29 (S. Shafer)
6. I Should Have Watched That First Step – 2:57 (Wayne Kemp)
7. Love Comes from the Other Side of Town – 2:17 (Fred J. Freiling)
8. The Cowboy Rides Away – 3:20 (Sonny Throckmorton, Casey Kelly)
9. What Did You Expect Me to Do – 2:38 (S. Shafer)
10. The Fireman – 2:34 (Mack Vickery, Kemp)